# Gene Wilder
Jerome Silberman (11 tháng 6 năm 1933 - 29 tháng 8 năm 2016), được biết đến với nghệ danh Gene Wilder, là một diễn viên, nhà biên kịch, đạo diễn, nhà sản xuất, ca sĩ-nhạc sĩ và tác giả người Mỹ.
Wilder bắt đầu sự nghiệp của mình trên sân khấu và xuất hiện trên màn ảnh trong một tập phim của bộ phim truyền hình The Play of the Week năm 1961. Mặc dù vai diễn đầu tiên của ông là một con tin trong bộ phim chuyển thể Bonnie và Clyde năm 1967, vai diễn chính đầu tiên của Wilder là Leopold Bloom trong bộ phim The Producers năm 1967, trong đó ông được đề cử giải Oscar cho Nam diễn viên phụ xuất sắc nhất. Đây là lần hợp tác đầu tiên trong nhiều lần hợp tác giữa Wilder với nhà văn kiêm đạo diễn Mel Brooks, bao gồm các phim Blazing Saddles và Young Frankenstein năm 1974, mà Wilder đồng sáng tác, đã nhận được một đề cử giải Oscar cho phim hay nhất. Wilder được biết đến với vai Willy Wonka trong Willy Wonka & Nhà máy Sôcôla (1971) và bốn bộ phim của Richard Pryor: Silver Streak (1976), Stir Crazy (1980), See No Evil, Hear No Evil (1989), và Another You(1991). Wilder đã đạo diễn và viết một số bộ phim của riêng mình, bao gồm The Woman in Red (1984).